# Zenodorus lepidus
Zenodorus lepidus là một loài nhện trong họ Salticidae.
Loài này thuộc chi Zenodorus. Zenodorus lepidus được Félix Édouard Guérin-Méneville miêu tả năm 1834.